# Pinto Creek n.º 75
Pinto Creek n.º 75 es un municipio rural canadiense situado en la provincia de Saskatchewan.

## Superficie
Pinto Creek n.º 75 tiene una superficie de 838,82 km².

## Demografía
En 2021, tenía 251 habitantes, una densidad poblacional de 0,3 hab./km², y 104 viviendas.